# Robert Thirsk
Robert Brent Thirsk, detto Bob (New Westminster, Columbia Britannica, 17 agosto 1953), è un ex astronauta e medico canadese.